# Valzer
Valzer (dansk: Vals) er en film fra 2003, skrevet og instrueret af den italienske instruktør Salvatore Maira havde premiere på den 64. Internationale Filmfestival i Venedig.

## Plot
Assunta, er en ung pige, der arbejder på et luksushotel. I mellemtiden kommer en mand lige ud af fængslet, far til Lucia, en ven af Assunta. Blandt dem bærer det et venskab.